# ابواسحاق احمد ثعلبی
ابو اسحاق احمد بن محمد ثَعلَبی نیشابوری مفسر و قاری قرآن، محدث، شاعر، دانشمند شافعی مذهب و زبانشناس مسلمان در سده چهارم و پنجم هجری قمری بوده است.

## نام
| نام  | کنیه     | نام پدر | جد      | شهرت            | لقب                                  |
| ---- | -------- | ------- | ------- | --------------- | ------------------------------------ |
| احمد | ابواسحاق | محمد    | ابراهیم | ثَعلَبی. نیشابوری | الإمام. الحافظ. العلامة. شیخ التفسیر |

## آثار و نوشته‌ها
- عرایس المجالس فی قصص الانبیاء
- الکشف والبیان فی تفسیر القرآن معروف به «تفسیر کبیر» یا «تفسیر ثعلبی»
- تاج العرایس
- ربیع المذکّرین